# محمد السليم
محمد موسى السليم (مواليد 18 يونيو 1939 في محافظة مرات – الوفاة 1997 في إيطاليا) هو فنان تشكيلي سعودي راحل، وأول من أسس دارًا سعودية للفنون تعنى بالفنانين والرسامين وتلبي احتياجاتهم، عاش محمد حياته الأولى في السعودية حيث درس الفن التشكيلي وعمل مدرسًا للتربية الفنية. ثم انتقل عام 1968 إلى إيطاليا ليتلقى علومه الفنية بعد أن حصل على بعثة دراسية لدراسة الديكور. تأثر في إيطاليا بحضارة السنوات الأولى من القرن التاسع عشر، وهو ما تأثرت به أعماله، حيث جاءت أعماله الأولى مشابهه للسريالية، ثم خاض تجارب مشابهة لمذهب سيزان وسوراه، وأخذ يقسم الألوان إلى بقع خفيفة، كما قام بتجارب لتشكيل الخطوط في اللوحة إلى أشكال هندسية، ثم تجاوز هذه المرحلة إلى مرحله الابتكار في الصورة بتركيب الموضوعات بطريقة أقل هندسية وبنوع من التقدم الواضح، وقد نجح السليم في ربط حضارته وتقاليده بما تم تحقيقه في مجال الفن التشكيلي.

## معارض
- أول معرض شارك فيه هو معرض الدورة العلمية للمدرسين في الطائف عام 1960م (1380هـ).[4]
- أقام أول معرض شخصي في نادي النصر في الرياض عام 1378هـ، وافتتحه الملك سلمان بن عبد العزيز حين كان أميراً لمنطقة الرياض.[5]